# Genentech
Genentech Inc. (nome nato dalla contrazione di Genetic Engineering Technology) è una società specializzata in attività biotecnologiche fondata nel 1976 dal capitalista Robert A. Swanson e dal biochimico Dr. Herbert Boyer, segnando un passo importante per l'evoluzione del settore della biotecnologia e nel campo della tecnologia del DNA ricombinante.

## Storia
Nel 1973 Boyer e il suo collega Stanley Norman Cohen dimostrarono che gli enzimi di restrizione avrebbero potuto essere utilizzati come "forbici" per tagliare frammenti di DNA di interesse da una fonte, per poi essere inseriti in un vettore-plasmide. Mentre Cohen proseguì i suoi studi ritornando nell'ambito del mondo accademico, Boyer contattò Robert Swanson con l'idea di fondare una nuova società, la Genentech appunto. Boyer lavorò con Arthur Riggs e Keiichi Itakura del Beckman Research Institute e il gruppo diventò il primo a esprimere con successo un gene umano nei batteri producendo l'ormone somatostatina nel 1977. David Goeddel, Roberto Crea e Dennis Kleid sono stati poi aggiunti al gruppo di lavoro, contribuendo al successo dell'azienda con l'insulina umana sintetica nel 1978. A partire dal febbraio 2011 la Genentech conta più di 11.000 persone come impiegati. Il conglomerato farmaceutico svizzero Hoffmann-La Roche ora possiede completamente la Genentech, dopo aver completato il suo acquisto il 26 marzo 2009 con un costo totale di circa 46,8 miliardi di dollari.